# Тетерев (река)

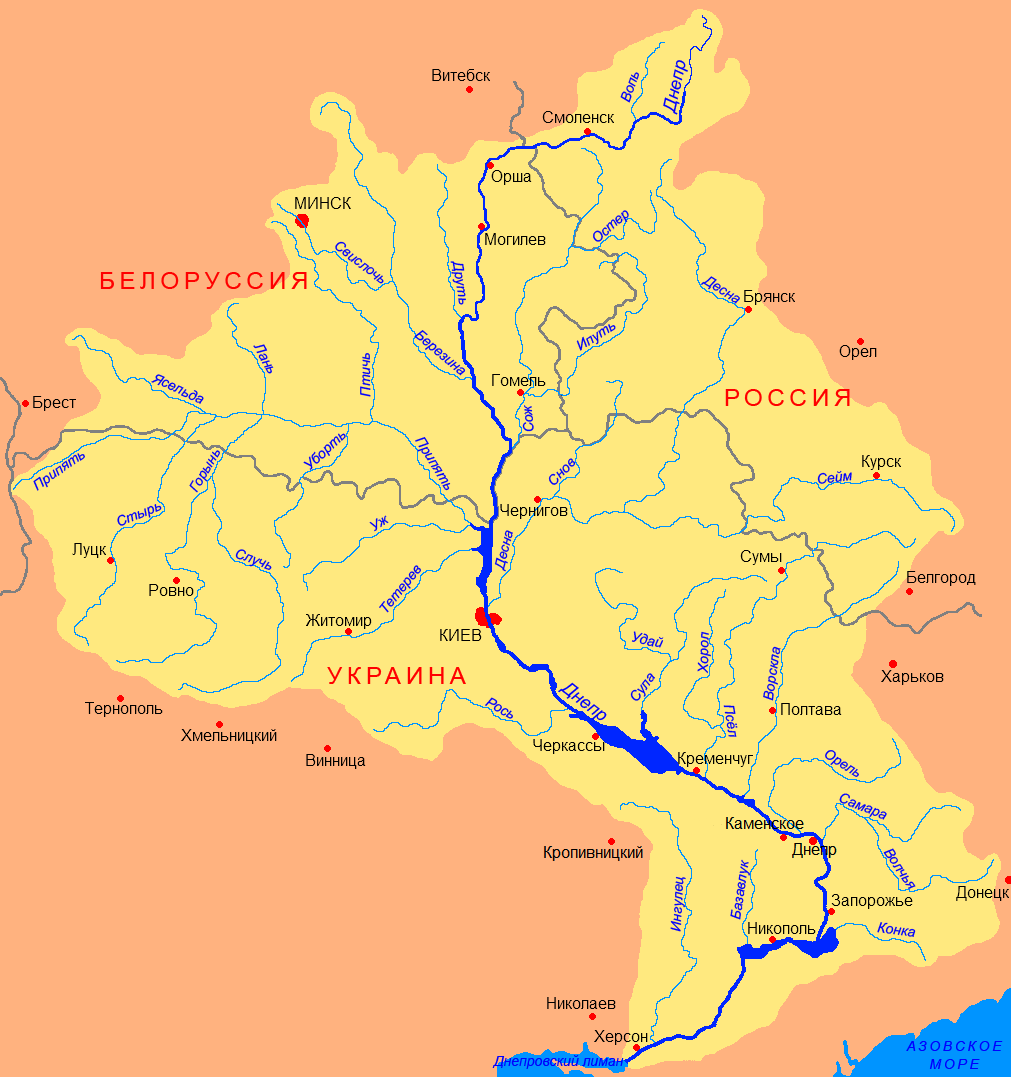
Бассейн Днепра

Те́терев (укр. Те́терів) — река на Украине, правый приток Днепра, впадает в Киевское водохранилище. Протяжённость — 365 км, площадь бассейна 15 100 км². Средний расход воды — 18,4 м³/с.
Притоки — Руда, Гнилопять (90 км), Гуйва, Лесная Каменка, Мироч, Ибр, Ирша (128 км), Здвиж (145 км), Шейка, Тетеревка, Таль, Мыка. Русла многих притоков перегорожены плотинами, в результате чего образовались множественные водохранилища и пруды.
До Радомышля течение Тетерева быстрое, в некоторых местах встречаются перекаты и небольшие водопады. В нижней части река становится более спокойной.
Минерализация воды р. Тетерев в районе г. Житомир в среднем составляет: весеннее половодье — 316 мг/дм³; летне-осенняя межень — 459 мг/дм³; зимняя межень — 522 мг/дм³.

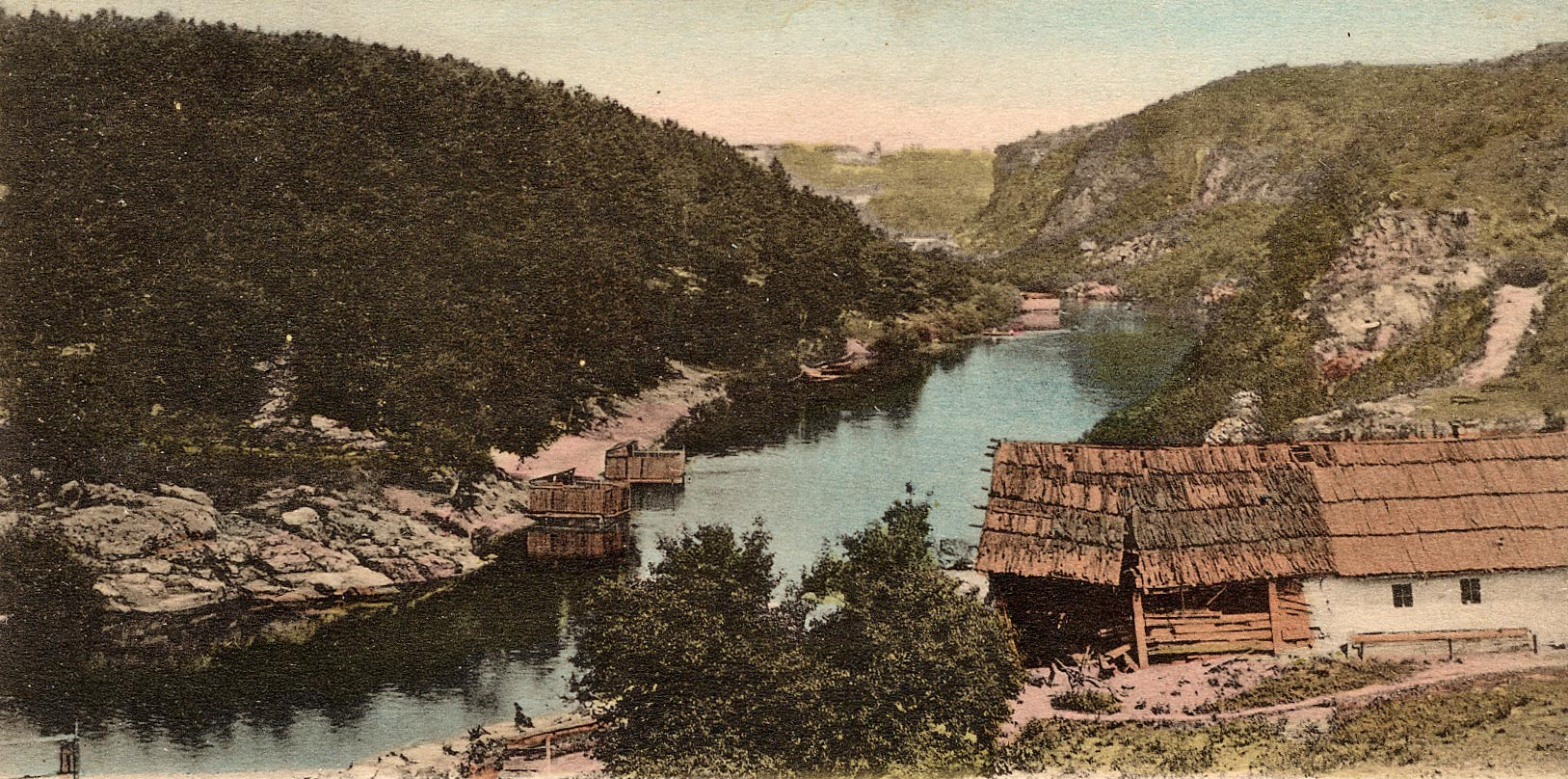
Тетерев (1905 год)

В низовьях Тетерев судоходен, на нём также расположена ГЭС.
В скальном каньоне реки на территории Житомирской области обитают партеногенетические армянские ящерицы, в научных целях интродуцированные в 1967 году.

## Населённые пункты
На реке Тетерев расположены, в алфавитном порядке:

### Города
- Городеск
- Житомир
- Коростышев
- Радомышль
- Чуднов

### Сёла
- Белый Берег
- Березцы
- Богданы
- Бурковцы
- Волосовка
- Воропаевка
- Высокая Печь
- Высокий Камень
- Вышевичи
- Городское
- Зорин
- Иванков, пгт.
- Карповцы
- Козиевка
- Коленцы
- Лапутьки
- Лихоселка
- Макалевичи
- Марьяновка
- Молочки
- Носовки
- Ораное
- Осов
- Песковка
- Пироговичи
- Приборск
- Пилява
- Ракитная Слобода
- Рудня-Городецкая
- Рытни
- Ставки
- Сусловка
- Троща
- Фрузиновка
- Хочева
- Царевка
- Чудин